# Mara González
María del Pino González González (Guía, barriada de San Blas, 6 de marzo de 1948 – Las Palmas de Gran Canaria, 20 de febrero de 2016), conocida como Mara González, "la voz de Canarias", fue una locutora de radio española que destacó por combinar su amplia carrera periodística con su lucha por los sectores más desfavorecidos, sobre todo en su entorno más inmediato y atendiendo a las diversas necesidades de sus oyentes.

## Trayectoria
Su carrera en la radio comenzó en 1966 en Radio Las Palmas con el programa "¡Tamaragua, buenos días!", que se convirtió en un éxito y se mantuvo en antena durante 22 años. Como locutora, realizó diversos reportajes a colectivos que demandaban una mayor visibilidad y luchó por los derechos de los oyentes que acudían a ella a través de su programa.
González destacó por su activismo, recaudando fondos para centros de acogida de personas en riesgo de exclusión social como Ciudad de San Juan de Dios, el Hogar Nuestra Señora del Pino o la residencia de ancianos de Las Hermanas de Los Ancianos de los Desamparados.
Su último trabajo fue la locución que hizo para la Gala de la Reina del Carnaval en 2016. Murió el 20 de febrero de 2016 a causa de un cáncer que le fue diagnosticado en 2012.

## Reconocimientos
La Delegación del Gobierno en Canarias le otorgó en 2012 un premio por la labor de concienciación que realizado contra la violencia machista durante su trayectoria profesional.
En 2016, González fue inmortalizada de manera representativa en el barrio de Guanarteme a través de una mural de grandes dimensiones en el que se la retrata. El proyecto estaba supervisado por los artistas locales Luna Bengoechea y Acaymo Cuesta. Ese mismo año, el Ayuntamiento de Las Palmas de Gran Canaria la homenajeó poniendo su nombre a una calle capitalina.
Poco después de fallecer, el 18 de marzo González iba a ser proclamada Hija Predilecta en la isla de Gran Canaria por el Cabildo Insular de Gran Canaria.